# Пулаи, Имре
И́мре Пу́лаи (венг. Pulai Imre, р. 14 ноября 1967 года) — венгерский гребец, специалист в гребле на каноэ. Олимпийский чемпион Игр в Сиднее 2000 года, многократный чемпион мира и Европы. После окончания карьеры в гребле занялся санным спортом, участник чемпионата мира и Кубка мира по санному спорту.
Имре Пулаи родился 14 ноября 1967 года в Будапеште. В национальной команде с 1987 года. За карьеру выступал во всех дисциплинах гребли на каноэ — одиночках, двойках и четвёрках (неолимпийская дисциплина).
В 1988 году принимал участие на Олимпийских играх в Сеуле, где в финале на 1000 метров на каноэ-одиночках занял шестое место. Трёхкратный чемпион мира в составе каноэ-четвёрки (1993, 1994, 2003 года), четвёртое золото мировых первенств он завоевал в 1995 году на каноэ-одиночке. Ещё дважды на чемпионатах мира выигрывал серебро и один раз бронзу. В 1995 году был признан спортсменом года в Венгрии.
На Олимпийских играх в Барселоне 1992 года также как и в Сеуле остался без медалей, заняв на 500-метровке у одиночек лишь пятое место. Следующая Олимпиада — в Атланте в 1996 году сложилась для Пулаи удачней, он наконец смог выиграть олимпийскую медаль, став третьим на дистанции 500 метров в соревнованиях каноэ-одиночек.
В 1999 году он начал выступать на каноэ-двойке в паре с Ференцем Новаком. В паре с ним Пулаи добился крупнейшего успеха в карьере в 2000 году, когда была одержана победа на Олимпийских играх в Сиднее. В 2003 году объявил о завершении карьеры, однако в 2006 году предпринял попытку вернуться в спорт и даже выиграл в возрасте неполных 39 лет бронзовую медаль на чемпионате Европы, после чего ушёл из спорта окончательно.
В 2005 году начал заниматься санным спортом, участвовал без особых успехов в чемпионатах мира и Европы, а также в этапах Кубка мира.